# Superboy
Superboy – szereg fikcyjnych postaci (superbohaterów), znanych z komiksów wydawanych przez DC Comics, oraz wszelkich adaptacji związanych z postacią Supermana. Pierwszy raz pojawiła się (jako nieletnia wersja Supermana) w magazynie More Fun Comics vol. 1 #101 (styczeń 1945). Postać Supermana (Kal-La/Kal-Ela/Clarka Kenta) pierwszy raz pojawiła się w magazynie Action Comics vol. 1 #1 (czerwiec 1938 roku) i została stworzona przez Joego Shustera i Jerry’ego Siegela. Postać nowego Superboya (Kon-Ela/Connera Kenta), klonu oryginalnego Supermana zadebiutowała w magazynie Adventures of Superman vol. 1 #500 (czerwiec 1993 roku), a jej autorami są Karl Kesel i Tom Grummett.
Postać Superboya (zarówno Clarka jak i Connora Kenta) poza komiksem pojawiała się w różnych serialach telewizyjnych, serialach animowanych, filmach animowanych i grach komputerowych.

## Historia

### Lata 1945-1985
Po raz pierwszy przygody młodego Supermana, czyli Superboya zaprezentowano w magazynie More Fun Comics. Długo tam on jednak nie zabawił, bo już rok po swoim debiucie przeniósł się do komiksu "Adventure Comics" (od #103), by po uzyskaniu dużej popularności zdobyć własny tytuł w 1949 (mimo to w Adventure Comics nadal ukazywały się jego przygody). Wydawania serii Superboy zaprzestano w 1979 roku, ale już rok później pojawił się nowy tytuł – The New Adventures of Superboy.
Poczynając od drugiego numeru Superboya, młody Superman przeżywał swe przygody w rodzinnym, małym miasteczku Smallville. Miasto to nigdy nie zostało dokładnie zlokalizowane na łamach komiksów związanych z Supermanem. Wiadomo jedynie, że leży w stanie Kansas, niedaleko Metropolis. Na łamach tytułów powiązanych z Superboyem miało miejsce wiele ważnych wydarzeń. Już w 8 numerze serii Superboy po raz pierwszy pokazano przygody Superbaby, czyli bardzo młodego Supermana. Ozdobą numeru 10. było natomiast pojawienie się Lany Lang, pierwszej miłości Supermana. Również superpies Krypto debiutował właśnie w towarzystwie Superboya (konkretnie w Adventure Comics vol. 1 #210 z 1955 roku). W komiksach związanych z Superboyem po raz pierwszy pojawiło się także kilku ważnych przeciwników Supermana. Dobrym przykładem są przestępcy z tzw. Plantom Zone. To również tutaj pojawił się młody Lex Luthor.
W Adventure Comics vol. 1 #247 z 1958 roku Superboy przyłączył się do pochodzącego z XXX wieku Legionu Superbohaterów, który zawiązał się na bazie inspiracji postacią Supermana. Członkami – założycielami Legionu była trójka bohaterów: Lighting Lad, Cosmic Boy i Saturn Girl. Historia ta początkowo była pomyślana jako epizod, ale ostatecznie okazało się, że super-chłopak współpracował z tą grupą aż do lat 80. Przygody Legionu najpierw (tzn. od 1962 roku) ukazywały się w Adventure Comics, a potem od połowy lat 70. grupa przeniosła się do Superboya (w tamtym czasie pełny tytuł tej serii brzmiał Superboy and the Legion of Super-Heroes, by w końcu w 1980 przekształcić się w Legion of Super-Heroes wypierając Superboya całkowicie).
Wraz z pojawieniem się ostatniego, #54 wspomnianej już wcześniej serii The New Adventures of Superboy w 1985 roku i crossoverem Kryzys na Nieskończonych Ziemiach (Crisis of the Infinite Earths) wydawało się, że postać Superboya zostanie usunięta z mitologii postaci Supermana.

### Superboy z kieszonkowego uniwersum
Jednak po wspomnianym przełomowym crossoverze w 1986 roku Superboy pojawił się znowu. Co prawda w nowej wersji przygód Supermana autorstwa Johna Byrna człowiek ze stali w młodości nie działał jako Superboy, ale o postaci tej nie zapomniano. Początkowo Superboyem był tutaj odpowiednik Supermana z tzw. Kieszonkowego uniwersum (Pocket universe) stworzonego przez Time Trappera. Pierwszy raz pojawił się w komiksie Legion of Super-Heroes vol. 3 #23. Podobnie jak jego poprzednik współpracował on z Legionem Superbohaterów. Zginął on jednak w walce z Time Trapperem ratując odpowiednik Ziemi z kieszonkowego wszechświata przed zniszczeniem.

### Kon-El
Na kolejne wcielenie Superboya trzeba było zaczekać, aż do 1993 roku, kiedy to po śmierci Supermana pojawił się jego młody klon. Zadebiutował on w jubileuszowym The Adventures of Superman vol. 1 #500. Początkowo nazywany był on po prostu Superboyem, jednak później Superman nadał mu kryptońskie imię Kon-El, aby pokazać mu, że przyjmuje go do swojej rodziny. Superboy przyjął również tajną tożsamość i prywatnie uchodził za Connera Kenta, kuzyna Clarka. Jego moce nieco różniły się od mocy jego poprzedników. On w przeciwieństwie do nich w dużej mierze bazował na telekinezie, ale mimo to wiele jego zdolności takich jak duża siła i zdolność latania była podobna do mocy Supermana i innych Superboyów. Kon-el został stworzony przez projekt Cadmus w celu zastąpienia Supermana po jego śmierci z rąk Doomsdaya. Odrestaurowana postać była pomyślana jako zwariowany nastolatek zainteresowany głównie kobietami i dobrym wizerunkiem w mediach. Ta odmiana bardzo spodobała się czytelnikom. W konsekwencji Superboy doczekał się w lutym 1994 własnej serii, która przetrwała aż 100 numerów. Większość z nich została napisana przez Karla Kessela. Najpierw Superboy działał indywidualnie w tak egzotycznych miejscach jak np. Hawaje, po czym ponownie przyłączył się do projektu Cadmus i działał tam jako "człowiek od usuwania wszelkich kłopotów". Był jednym z pierwszych, którzy, którzy badali tzw. Hypertime. To właśnie dzięki tej misji poznał podwójną tożsamość Supermana. Podczas crossoveru Our Worlds At War Cadmus został pozornie zniszczony. Wtedy to właśnie Superboy zamieszkał w jednym z apartamentów w Metropolis i zaczął pracować jako superbohater do wynajęcia. Mniej więcej w tym samym czasie przyłączył się także do supergrupy Young Justice, a potem do kolejnej wersji Teen Titans. Na łamach serii Teen Titans okazało się, że Superboy był klonem Supermana zaledwie w 50%, a pozostałe 50% jego DNA pochodziło od Lexa Luthora. Również na łamach tego tytułu Superman powierzył jego opiece superpsa Krypto.
Kon-El zginął w 2006 roku zabity przez Superboya-Prime w czasie Infinity Crisis. Jakiś czas później Robin próbował ponownie go sklonować wykorzystując DNA Supermana i Luthora, ale eksperyment zakończył się porażką.

### Superboy-Prime
Na krótko przed "Crisis of the Infinite Earths" zadebiutował Superboy z Ziemi Prime. W czasie wspomnianego crossoveru został on uwięziony wraz z Supermanem z Ziemi 2, jego żoną i Alexandrem Luthorem Jr. w innym wymiarze zwanym Paradise Dimension. Cała czwórka spędziła tam ponad 20 lat by w 2006 roku wydostać się ze swojego więzienia i wywołać kolejny wielki cross over uniwersum DC – "Infinite Crisis". Superboy-Prime w czasie wydarzeń Kryzysu Nieskończoności oszalał oraz w wyniku wspólnego działania Flashów postarzał się o kilka lat. Sfrustrowany zabił wielu ludzi w tym m.in. Kon-Ela i niektórych Green Lanternów. Został powstrzymany dopiero przez Supermana i Supermana z Ziemi-2, który przypłacił to życiem. Pozbawiony na jakiś czas swoich mocy został uwięziony na Oa. Z niewoli wydostał go Sinestro i mianował członkiem swojego korpusu. Superboy-Prime zmienił też imię na Superman Prime.

### Jon Kent
Kolejną postacią, która ukryła się pod nazwą Superboy jest syn Clarka i Lois- Jon. Chłopiec początkowo dorastał bez wiedzy o pochodzeniu oraz poczynaniach swojego ojca. Tajemnice wyjawiono mu dopiero, kiedy jego własne moce zaczęły się objawiać. W Rebirth przedstawiono nie tylko zmaganie się Jona w nowej dla niego rzeczywistości, ale i funkcjonowanie rodziny Kentów. Chłopiec, oprócz rozwiązywania spraw z Robinem w ich serii Supersons (2016), ma do czynienia z tym co normalne dzieciaki – opiekuńczymi rodzicami.

## W innych mediach

### Seriale i filmy aktorskie

#### The Adventures of Superboy(pilot z 1961)
W pilocie serialu z 1961 roku w rolę Superboya/Clarka Kenta wcielił się aktor Johnny Rockwell.

#### Superboy(serial z lat 1989–1992)
W serialu telewizyjnym Superboy (później przemianowanym na The Adventures of Superboy) z lat 1989–1992 w pierwszym sezonie w tytułową rolę wcielił się John Haymes Newton, a w sezonie od drugiego do czwartego jego miejsce zajął Gerard Christopher.

#### Tajemnice Smallville
W serialu telewizyjnym Tajemnice Smallville (Smallville) emitowanym w stacji The CW w latach 2001–2011, w postać młodego Clarka Kenta wcielił się aktor Tom Welling. W serialu pojawia się również grana przez Lucasa Grabeela postać Connera Kenta, występująca pod pseudonimami LX-15 i Cognitional Neuroplastic Replicant (CNR).

### Seriale i filmy animowane

#### Wczesne animacje
- W serialach animowanych wyprodukowanych przez studia Filmation, pod tytułem The Adventures of Superboy (z lat 1966–1970), głosu Superboyowi/Clarkowi Kentowi użyczył aktor Bob Hastings, natomiast w serialu animowanym Super Friends (z lat 1973–1986) głosu Superboyowi/Supermanowi użyczył Danny Dark.

#### Legion of Super-Heroes
- W serialu animowanym Legion of Super-Heroes (z lat 2006–2008) głosu Superboyowi/Kal-Elowi/Clarkowi Kentowi oraz Supermanowi-X/Kell-Elowi użyczył aktor Yuri Lowenthal.

#### Young Justice
- W serialu animowanym Liga Młodych (Young Justice) głosu Superboyowi użyczył aktor Nolan North, natomiast w polskiej wersji językowej aktor Karol Wróblewski.

#### DC Universe Animated Original Movies
- W filmie animowanym Superman: Doomsday wykorzystano motyw klonu Supermana, znany z historii The Death of Superman.

### Gry komputerowe
Superboy pojawił się w następujących grach video:
- W The Death and Return of Superman z 1995 roku na platformy: SNES i Sega Mega Drive.
- W Lego Batman 2: DC Super Heroes z 2012 roku na platformy: PlayStation 3, PlayStation Vita, Wii, Xbox 360, Nintendo DS i Microsoft Windows.
- W Young Justice: Legacy z 2013 roku na platformy PlayStation 3, Xbox 360, Wii, Nintendo DS, Nintendo 3DS i Microsoft Windows

## Prawa autorskie
Po opublikowaniu historii z Superboyem przez DC Jerry Siegel i Joe Shuster postanowili zaskarżyć wydawnictwo w 1947 roku. Siegel utrzymywał, że Harry Donenfeld wcześniej odrzucił serię o Superboyu i w związku z tym nie ma do niego praw. Efektem tego sporu było to, że DC dało twórcom Superboya 100 tysięcy dolarów za prawa do tej postaci i nie odnowiło z nimi 10-letniego kontraktu. Po zwolnieniu z DC Comics i spróbowaniu szczęścia z nowym bohaterem Funnymanem, drogi życiowe Siegela i Shustera rozeszły się w 1949 roku. Po latach spadkobiercy obu twórców upomnieli się o prawa do tej postaci. Zmusiło to m.in. należącą do korporacji Time Warner stację The CW, aby w serialu telewizyjnym Tajemnice Smallville (Smallville) nigdy nie określano Clarka tym tytułem właśnie z powodu kwestii praw autorskich. W 2013 roku wyrok sądu w sporze studia Warner Bros. z rodziną Siegel zakończył się wygraną studia, które odtąd będzie mogło posługiwać się nazwą Superboya w filmach kinowych. Umożliwia to studiu wykorzystanie również postaci Kon-Ela/Connera Kenta w kolejnych adaptacjach komiksów DC Comics.